# Frysztak (gmina)
La gmina de Frysztak [ˈfrɨʂtak] (en yiddish: פֿריסטיק Fristik; en allemand : Freistadt) est une commune rurale de la Voïvodie des Basses-Carpates et du Powiat de Strzyżów. Elle s'étend sur 90,51 km2 et comptait 10 427 habitants en 2018. Son siège administratif se situe dans le village de Frysztak.

## Organisation
La gmina de Frysztak comporte 13 villages.
| Nom du village         | Superficie  | Population |
| ---------------------- | ----------- | ---------- |
| Cieszyna               | 710,42 ha   | 1 032      |
| Frysztak               | 140,45 ha   | 1 125      |
| Glinik Dolny           | 460,90 ha   | 938        |
| Glinik Górny           | 1 122,04 ha | 898        |
| Glinik Średni          | 791,17 ha   | 635        |
| Gogołów                | 1 482,66 ha | 1163       |
| Huta Gogołowska        | 669,81 ha   | 247        |
| Kobyle                 | 594,28 ha   | 587        |
| Lubla                  | 1 557,33 ha | 1 445      |
| Pułanki                | 393,55 ha   | 811        |
| Stępina (et Chytrówka) | 714,86 ha   | 801        |
| Twierdza               | 170,30 ha   | 639        |
| Widacz                 | 260,06 ha   | 244        |
| Source :               |             |            |